# Heilig Kreuz (Aletshausen)

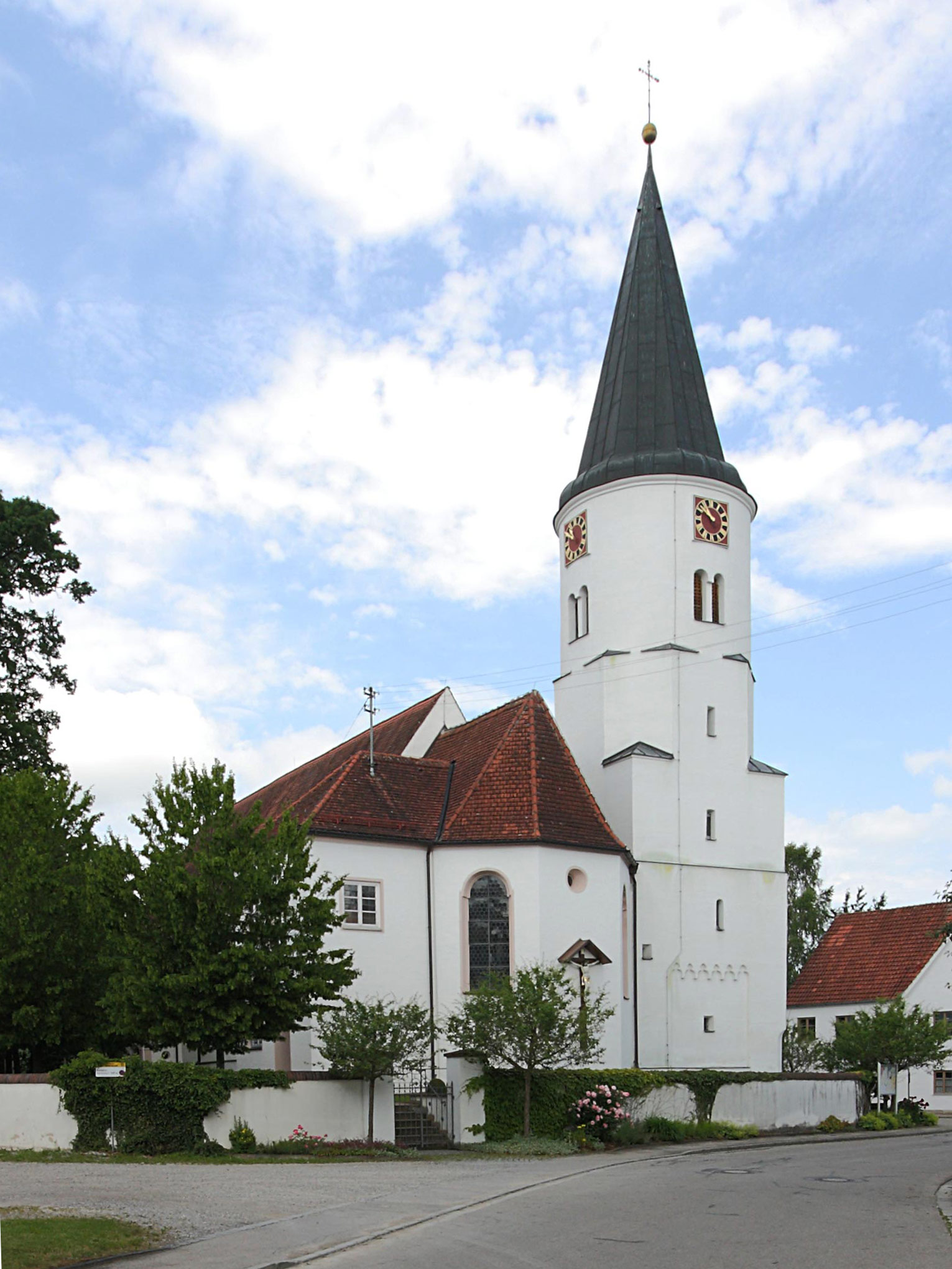
Kirche St. Heilig Kreuz in Aletshausen

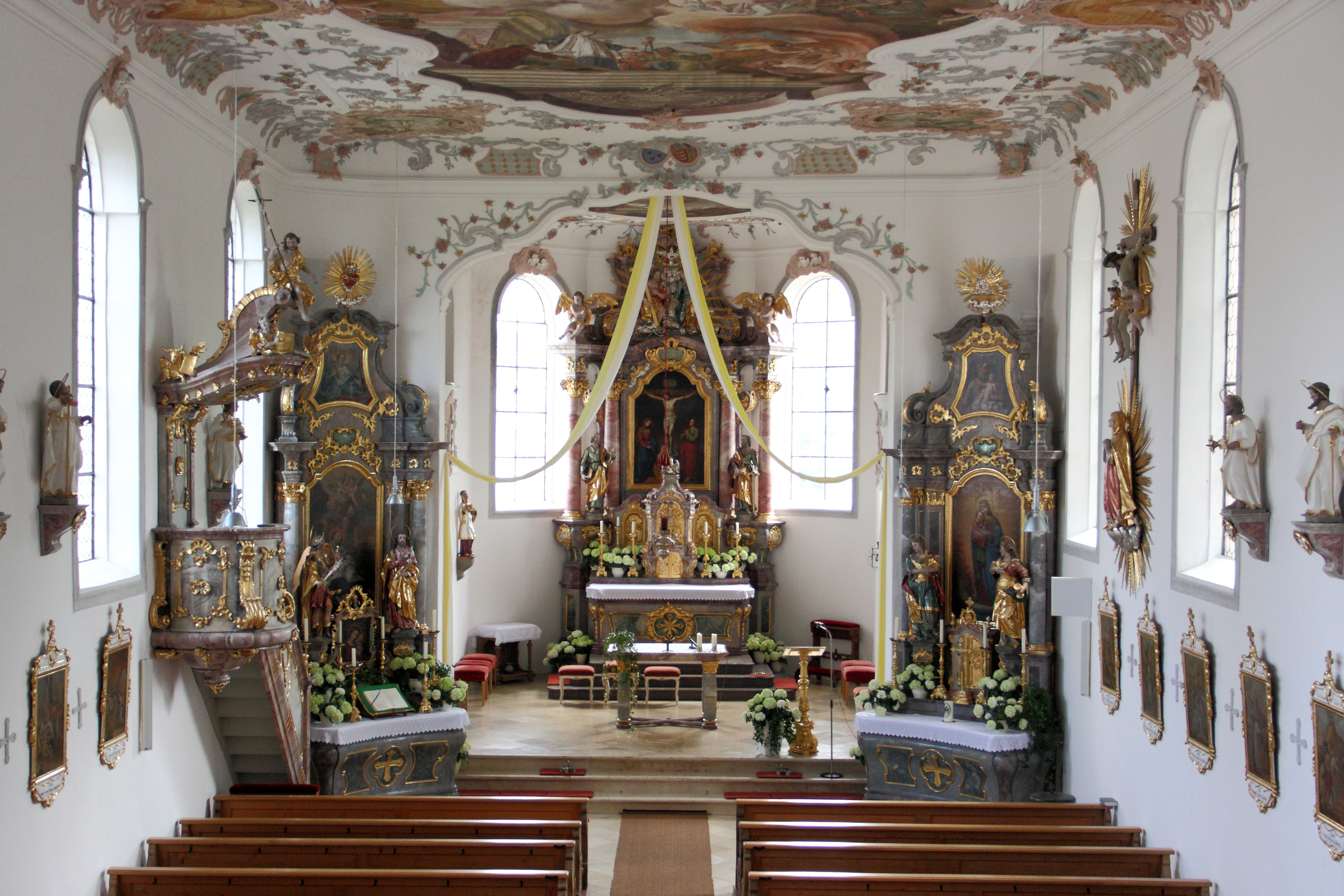
Innenansicht

Die katholische Pfarrkirche Heilig Kreuz in Aletshausen, einer Gemeinde im Landkreis Günzburg im bayerischen Regierungsbezirk Schwaben, wurde im Kern in der zweiten Hälfte des 15. Jahrhunderts errichtet. Die dem Heiligen Kreuz geweihte Kirche an der Haupeltshofer Straße 2 ist ein geschütztes Baudenkmal.

## Architektur
Der langgestreckte Saalbau besitzt einen polygonalen Chor und ein Turmobergeschoss, das im Kern nach 1520 errichtet wurde. Die Verlängerung des Langhauses erfolgte 1762 und 1910/11. Ungewöhnlich ist der zylindrische Turmabschluss, auf dessen Ring der Turmhelm sitzt. 

## Ausstattung
Der Bau mit Spiegeldecke und Voute sowie geschweiftem Triumphbogen besitzt eine qualitätsvolle Stuck und Freskenausstattung, die um 1763 von Franz Martin Kuen ausgeführt wurde. Der Triumphbogen ist mit dem Allianzwappen der Freiherren von Rechberg, den damaligen Patronatsherren, und einem Chronogramm versehen. 
Die beiden Seitenaltäre, die Kanzel sowie der Taufstein, alle aus der Zeit um 1670/80, wurden um 1910 erworben. Der Hochaltar wurde 1910 von Georg Saumweber geschaffen.

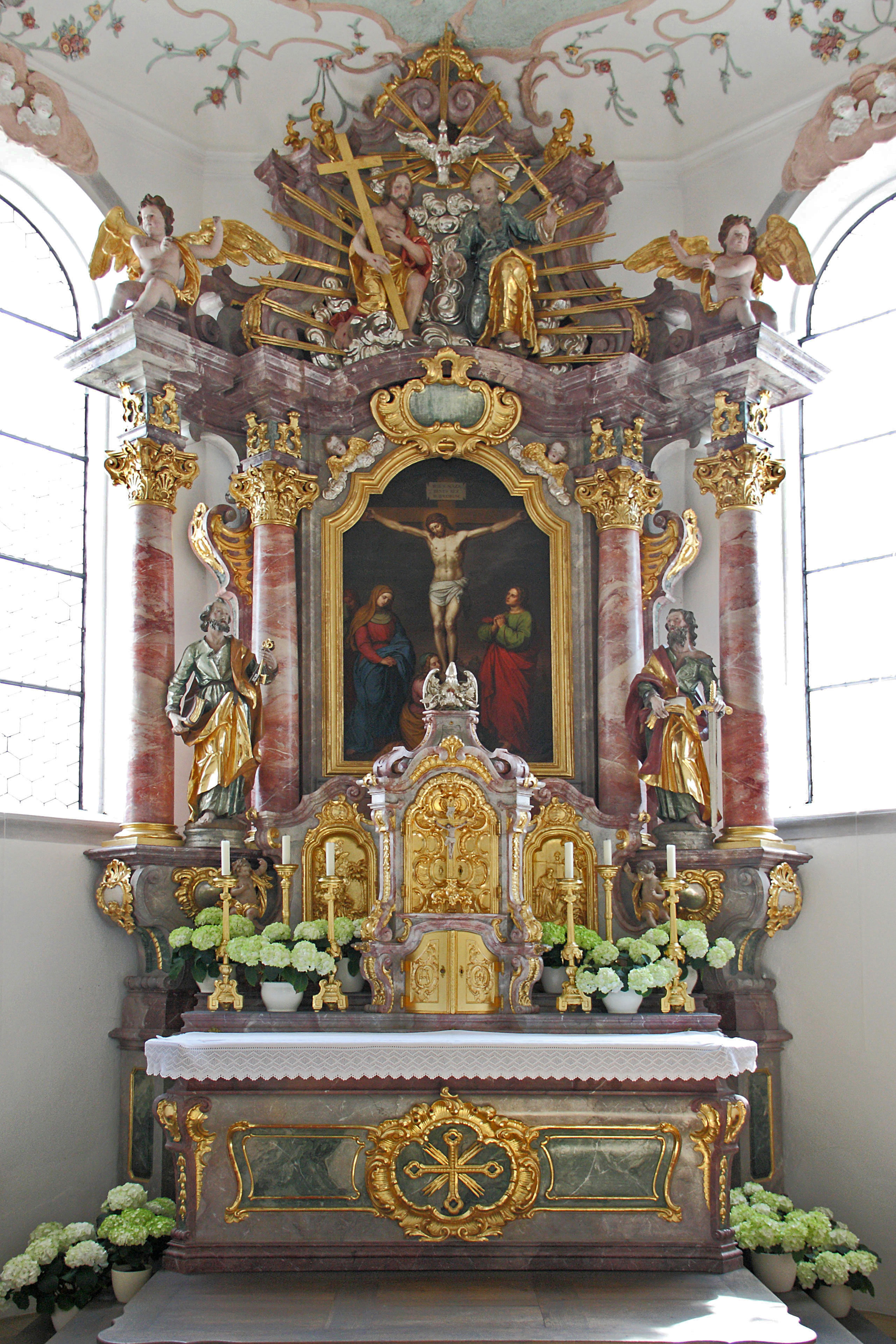
Hauptaltar
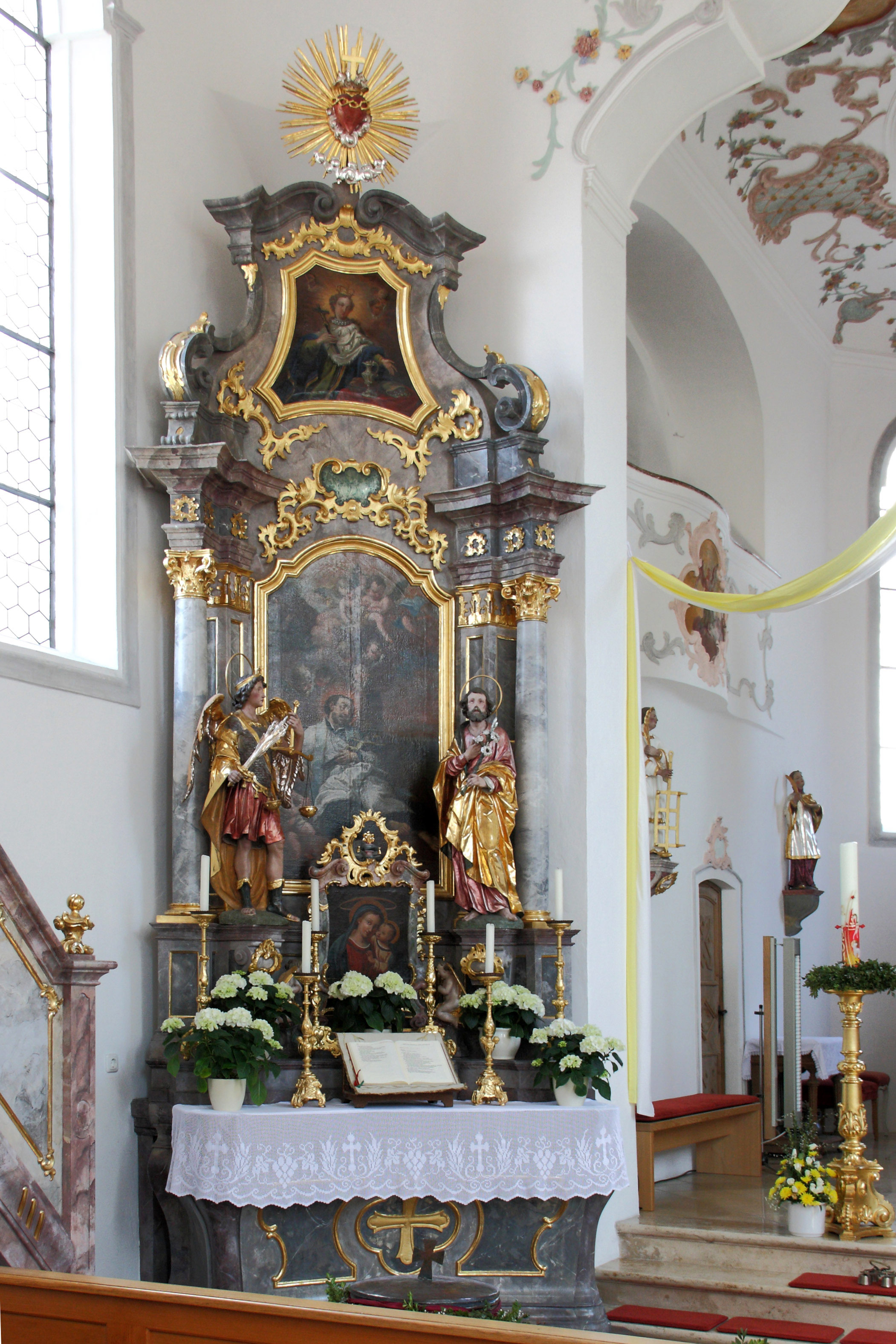
Nördlicher Seitenaltar
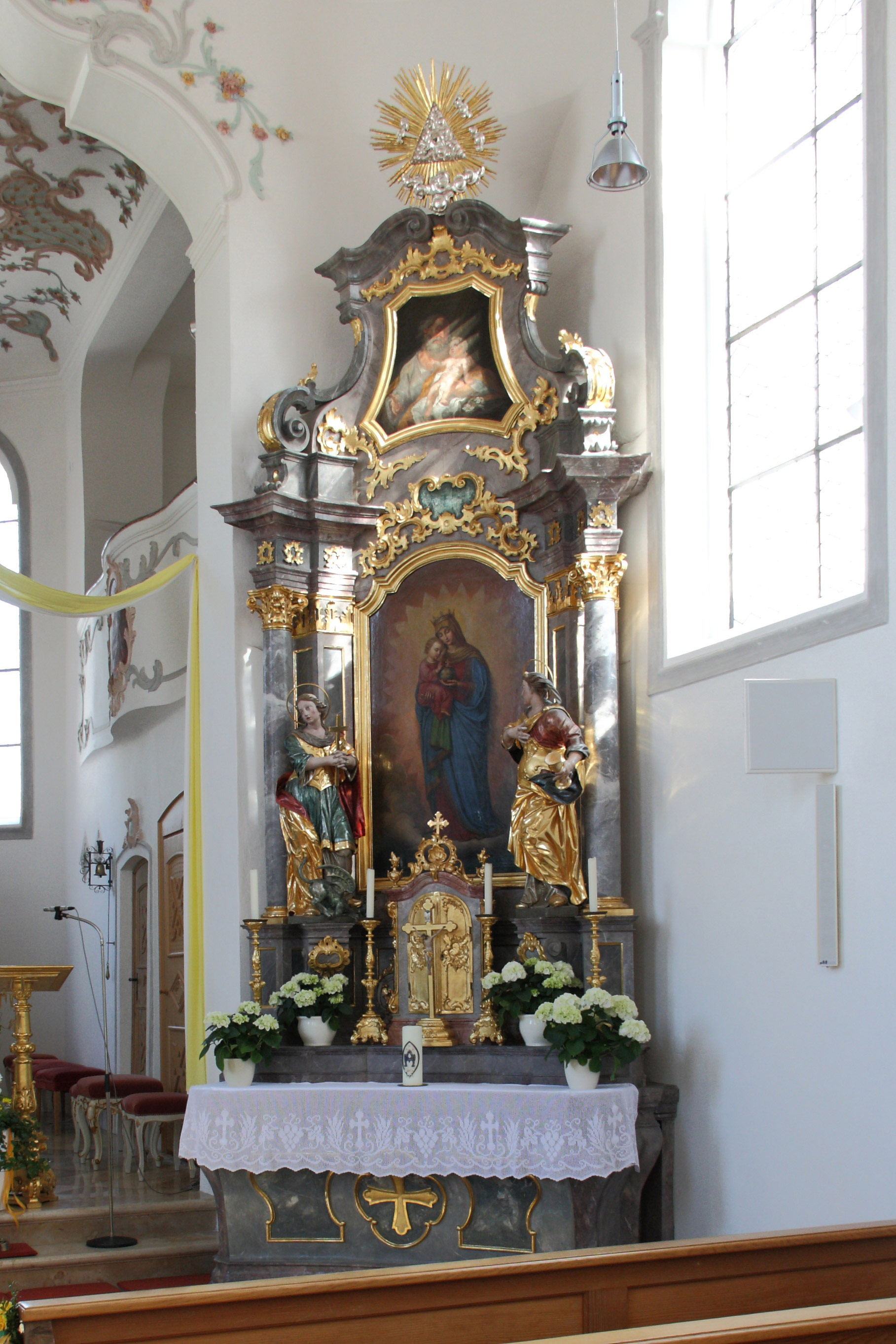
Südlicher Seitenaltar